# Cataspilota tristis
Cataspilota tristis är en bönsyrseart som beskrevs av Giglio-tos 1911. Cataspilota tristis ingår i släktet Cataspilota och familjen Mantidae. Inga underarter finns listade i Catalogue of Life.